# Felix Bloch (Zeichner)
Felix Bloch, auch Ferdinand Bloch (* 15. August 1898 in Wien, Österreich-Ungarn; † 31. Oktober 1944 im Ghetto Theresienstadt) war ein österreichischer Maler, Zeichner und Werbegrafiker.

## Leben und Werk

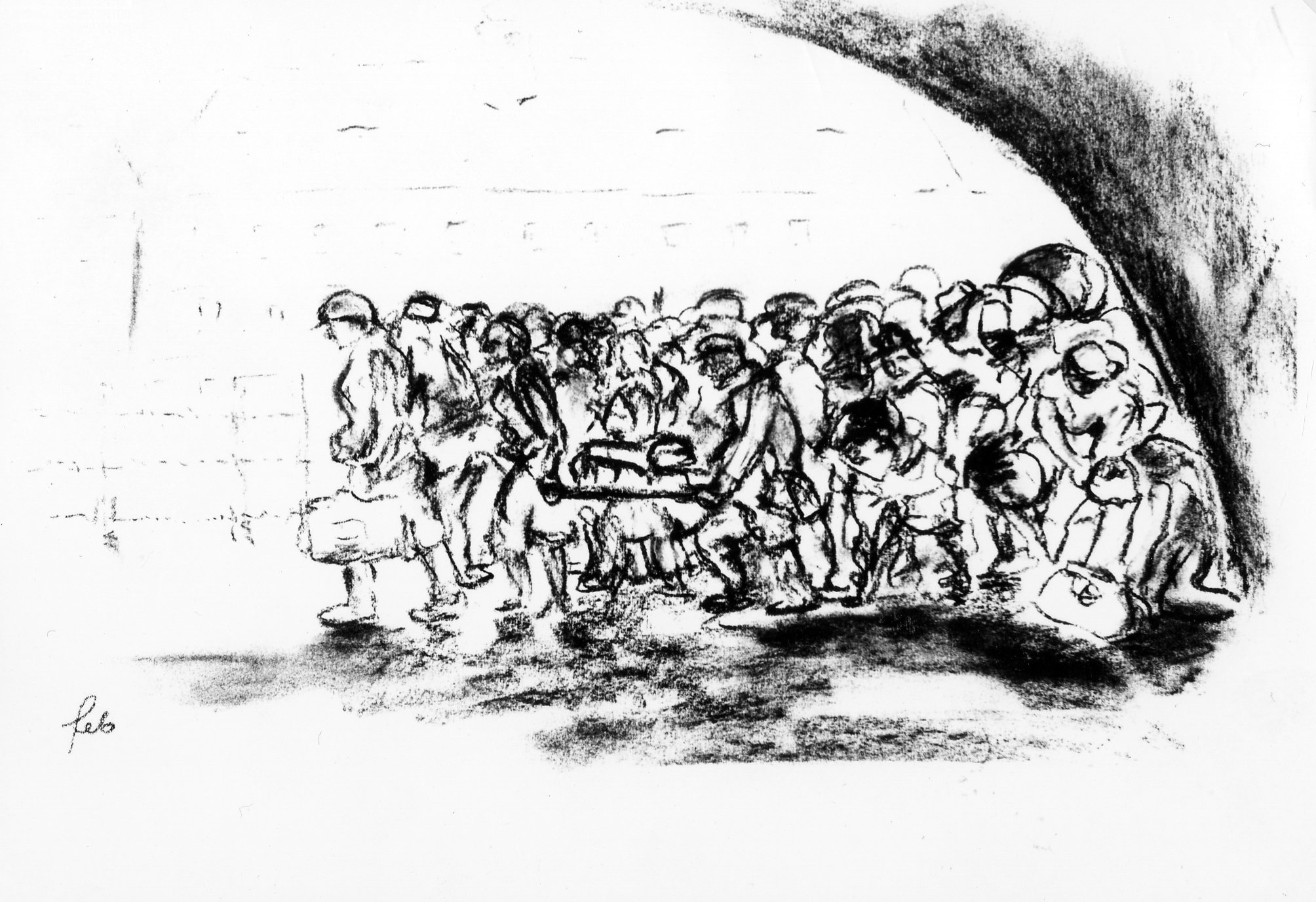
Der Transport erreicht Theresienstadt, 1942

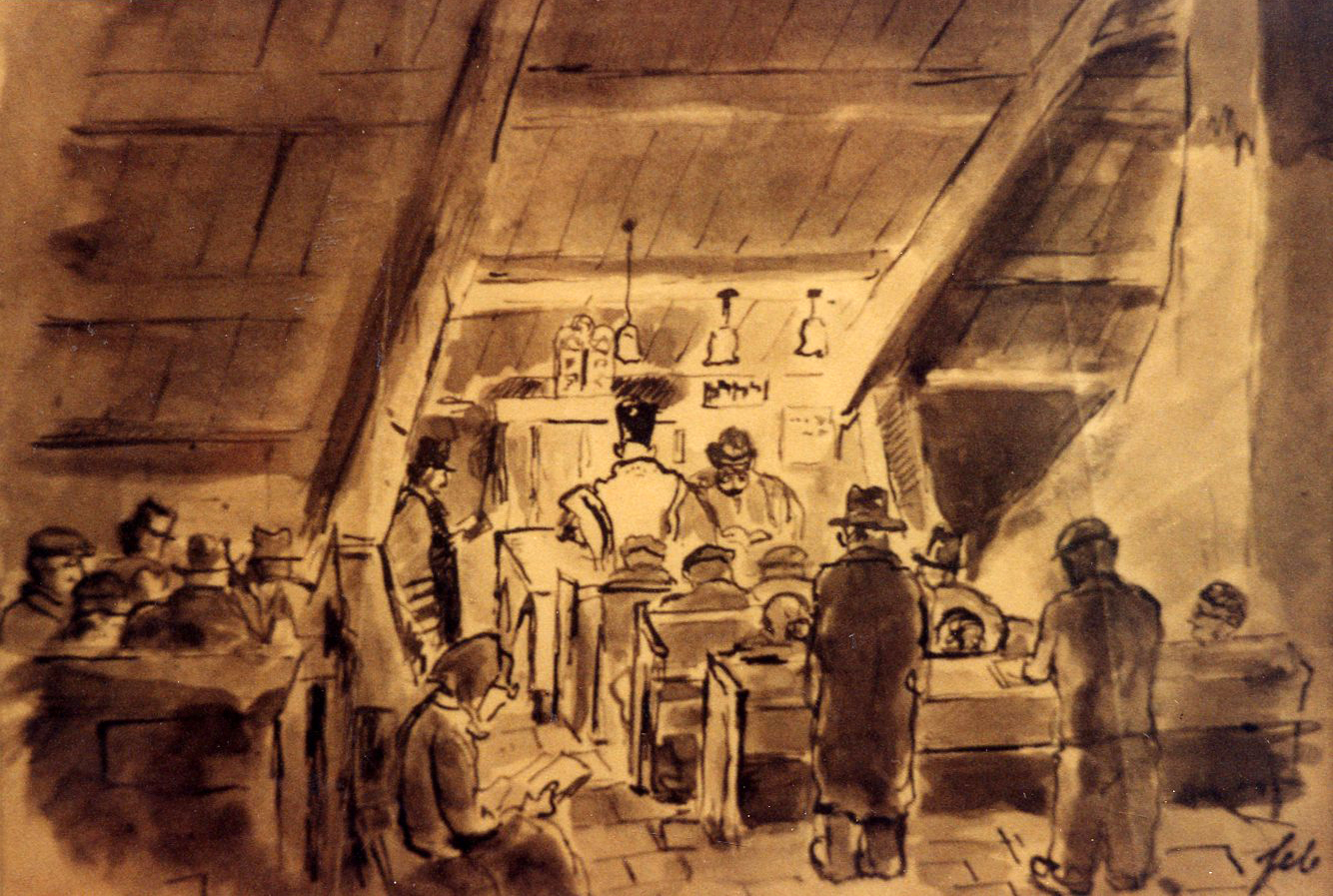
Gebet in einer provisorischen Synagoge, zw. 1942 und 1944 in Theresienstadt entstanden

Felix Bloch arbeitete als Werbegrafiker in Wien. Nach dem Anschluss Österreichs an das Deutsche Reich im Jahr 1938, floh er zusammen mit seiner Frau Antonie zunächst nach Mailand und dann nach Prag, das zu diesem Zeitpunkt noch nicht unter deutscher Besatzung war. Hier gab er Umschulungskurse in Werbegrafik für die Mitglieder der jüdischen Gemeinde.
Am 14. Juni 1941 wurde ihm die deutsche Staatsangehörigkeit aberkannt. In der Veröffentlichung dieser Entscheidung im Deutschen Reichsanzeiger vom 6. August 1941 wurde als Berufsbezeichnung „Reklamefachmann“ angegeben. Im Juli 1942 wurde er von Prag in das rund 60 Kilometer entfernte Ghetto Theresienstadt deportiert. Der Transport mit der Bezeichnung AAv verließ Prag am Donnerstag, dem 30. Juli 1942, mit ca. 1000 Menschen und traf am selben Tag in Theresienstadt ein.
Im Ghetto arbeitete Bloch im Zeichensaal des Technischen Büros, in dem die Künstler Propagandamaterial für die Deutschen anfertigen und offiziell Gemälde berühmter Meister fälschen mussten, die später gegen Devisen ins Ausland verkauft werden sollten. Am illegalen Schaffen beteiligte sich Bloch, wie auch andere Künstler, mit einer ganzen Reihe von Feder- und Kohlezeichnungen, die die tragische Seite des Lebens im Ghetto festhielten. Nach dem Besuch einer Kommission des Internationalen Roten Kreuzes
im Juni 1944 wurden die Künstler beschuldigt, anti-nationalsozialistische Propaganda aus dem Ghetto geschmuggelt zu haben. Unter anderem stellte die Gestapo fest, dass in den Monaten davor auch Zeichnungen Theresienstädter Künstler in die Schweiz gelangt waren.
Am 17. Juli 1944 wurde Felix Bloch mit Bedřich Fritta, Leo Haas und Otto Ungar wegen angeblicher „Greuelpropaganda“ verhaftet und in das Gestapogefängnis in der  Kleinen Festung überführt, wo die Künstler schwerster Folter ausgesetzt waren. Im Zuge der Untersuchungen wurden die vier Künstler von Adolf Eichmann persönlich verhört. Die Gestapo legte Zeichnungen und Beweismittel vor, etwa eine Skizze von Häftlingen, gezeichnet von Leo Haas, die ausgemergelt und ausgehungert nach Kartoffelschalen suchten. „Wie konnten Sie sich so etwas ausdenken und zeichnen, was der Wirklichkeit derart hohnspricht?“ wurde Leo Hass gefragt. „Behaupten Sie wirklich, dass im Ghetto gehungert wird? Das Rote Kreuz hat das keineswegs festgestellt.“ Schließlich erhob die Prager Gestapo Anklage wegen „Greuelpropaganda und deren Verbreitung im Ausland“.
Leo Haas war der einzige aus der Künstlergruppe, der den Holocaust überlebt hat. Felix Bloch wurde am 31. Oktober 1944 von SS-Schergen im Gestapogefängnis in der Kleinen Festung zu Tode geprügelt. Seine Frau, die zusammen mit ihm inhaftiert worden war, wurde ebenfalls ermordet.
„Felix Bloch zeigt das Ghetto von Theresienstadt, wo 35 000 Menschen starben, als Todesmühle. Gnadenlos rollt ein Totenwagen voller Leichen über Kranke und Verletzte hinweg. Hinter jedem Bild steckt ein Schicksal und oft erzählen schon die Lebensdaten, die hinter dem Namen des Künstlers stehen, fast die ganze Geschichte.“ So der Tagesspiegel vom 25. Januar 2016 über die Berliner Ausstellung Kunst aus dem Holocaust im März/April 2016.
Felix Blochs Kunstwerke wurden fast alle vernichtet. Signiert hat er mit „feb“.